# Bauhinia rhodacantha
Bauhinia rhodacantha är en ärtväxtart som beskrevs av Nicaise Auguste Desvaux. Bauhinia rhodacantha ingår i släktet Bauhinia och familjen ärtväxter. Inga underarter finns listade i Catalogue of Life.